# Шрёдер, Бруно
Вальтер Бруно Шрёдер (нем. Walter Bruno Schröder; 25 октября 1878, Росток — 18 мая 1934, Дрезден) — немецкий классический археолог, специалист по скульптуре, профессор Дрезденского технического университета.

## Биография
Вальтер Бруно Шрёдер окончил школу в Ростоке и в летнем семестре 1897 года стал студентом: изучал археологию и филологию. Спустя год он перешел в Боннский университет, где среди его преподавателей был Георг Лешке. 5 августа 1901 года Шрёдер получил степень кандидата наук от Боннского университета — за диссертацию о надгробиях Римской империи. Стипендия от Германского археологического института позволила Шредеру отправиться в Грецию и Малую Азию в 1902/1903 учебном году: участвовал в раскопках в Пергаме.
В октябре 1903 года Бруно Шрёдер начал работать ассистентом-исследователем в Берлинском античном собрании: с апреля 1905 года он состоял ассистентом директора Рейнгарда Кекуле, а с 1908 — куратором и профессором; отвечал за собрание скульптур и отредактировал руководство Кекуле «Греческая скульптура» (Die griechische Skulptur). Шредер покинул Берлин 1 августа 1925 года, став директором коллекции скульптур в Дрездене: здесь он отвечал не только за классические статуи, но и за произведения искусства древнего Египта — а также, за современные работы. Благодаря новым покупкам он заложил основу для коллекции классической скульптуры в Альбертинуме. Кроме того Шредер стал почетным профессором истории древнего искусства в Дрезденском техническом университете.
11 ноября 1933 года Вальтер Шрёдер был среди более 900 ученых и преподавателей немецких университетов и вузов, подписавших «Заявление профессоров о поддержке Адольфа Гитлера и национал-социалистического государства». Возможно, под политическим давлением новых властей Шрёдер покончил с собой 18 мая 1934 года.

## Работы
- Studien zu den Grabdenkmälern der römischen Kaiserzeit. Bonn 1902 (= Dissertation).
- Der Sport im Altertum. H. Schoetz & Co., Berlin 1927 (= Kunst und Kultur, Bd. 7).
- Archaische, griechische Skulpturen / Schröder, Bruno. — Berlin : J. Bard, 1923.
- Römische Bildnisse / Schröder, Bruno. — Berlin : J. Bard, 1923.
- Alkamenes-Studien / Schröder, Bruno. — Berlin : Vereinigung wissenschaftl. Verleger, 1921.
- Griechische Bronzeeimer in Berliner Antiquarium / Schröder, Bruno. — Berlin : G. Reimer, 1914.
- Zum Diskobol des Myron / Schröder, Bruno. — Straßburg : Heitz, 1913.